# マテシス (小惑星)
マテシス (454 Mathesis) は小惑星帯に位置する小惑星。1900年3月28日、アルノルト・シュヴァスマンがハイデルベルクで発見した。
名前は数学 (mathematics) の語源である古代ギリシア語に因むか、またはハンブルク数学協会の創設300周年を記念したものと言われる。